# فرد بیدل
فرد بیدل (انگلیسی: Fred Beedall; ۱۵ اوت ۱۹۱۱ – ۱۹۷۶ (۶۴−۶۵ سال)) بازیکن فوتبال اهل بریتانیا بود.
از باشگاه‌هایی که در آن بازی کرده‌است می‌توان به باشگاه فوتبال چسترفیلد و باشگاه فوتبال تورکی یونایتد اشاره کرد.